# لاریسیره سینول
لاریسیره سینول (به انگلیسی: Lariciresinol) با فرمول شیمیایی C20H24O6 یک ترکیب شیمیایی با شناسه پاب‌کم 522690 است. که جرم مولی آن ۳۶۰٫۴۰ گرم بر مول می‌باشد. 